# Дордрехт
До́рдрехт (нід. Dordrecht) — місто в Нідерландах, у провінції Південна Голландія.

## Історія

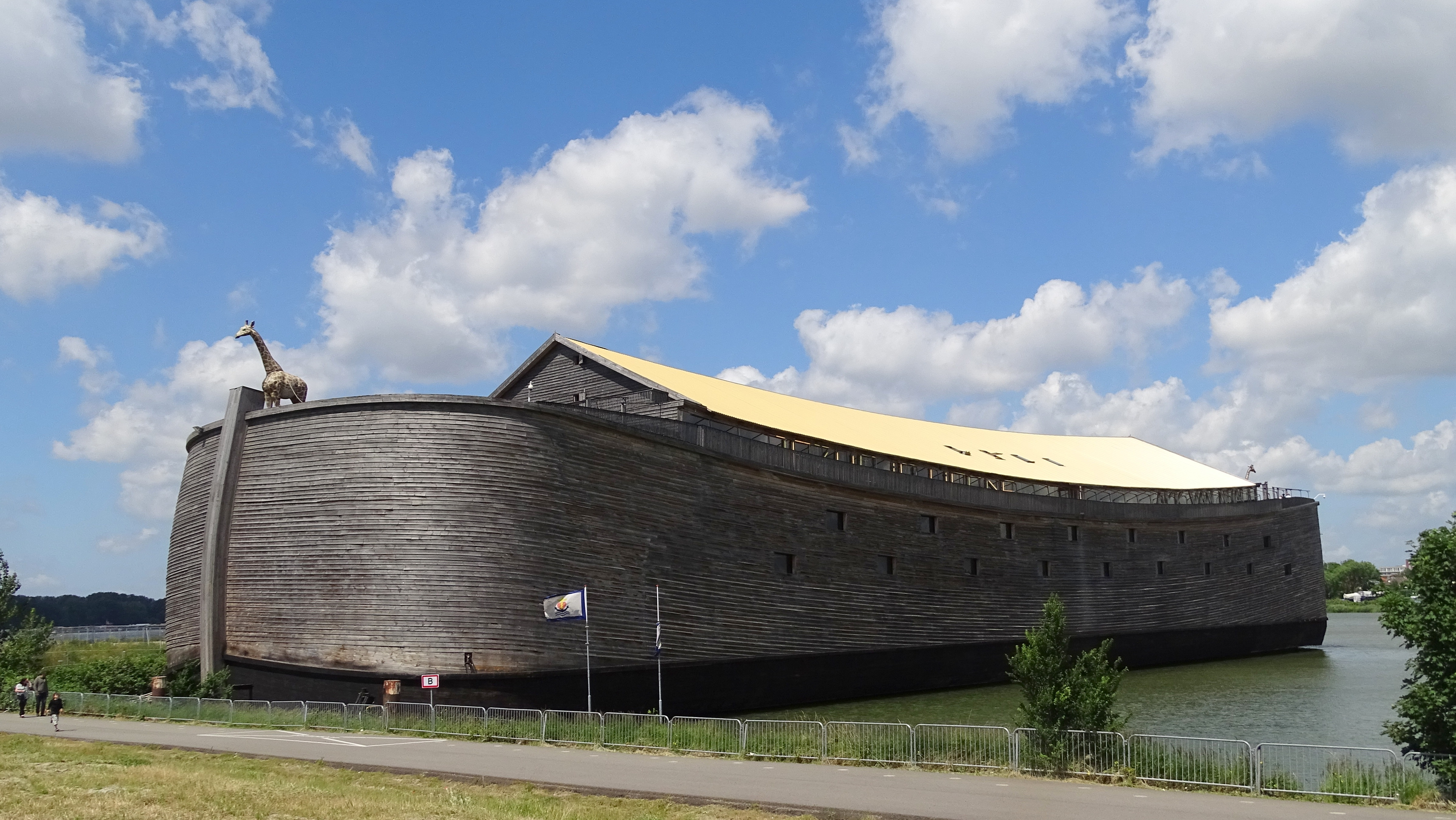
Ноїв ковчег

Місто виросло на болотистих торф'яних берегах річки Тюре. Перша згадка про місто зустрічається близько 1120 року, коли повідомляється, що близько 1049 року тут був убитий граф Голландії Дірк IV. Міські права Дордрехт отримав в 1220 році, що робить його найстарішим містом на території сучасної провінції Південна Голландія.
У XII-XIII століттях Дордрехт став важливим торговим центром завдяки його зручному розташуванню. Тут торгували зерном, вином і деревиною. Ще однією традиційною функцією міста, починаючи з доби середньовіччя, було карбування монет. З початком Вісімдесятирічної війни за незалежність Дордрехт не тільки зайняв сторону повсталих, а й став місцем, де відбулося Перше вільне засідання Штатів Голландії, на якому новим статхаудером був обраний Вільгельм Оранський.
В XVII столітті у місті народився відомий художник, гравер і рисувальник Фердинанд Боль (1616-1680).
У XVIII столітті Дордрехт поступово поступився лідерством Роттердаму, хоча він займав ключові позиції у стратегічному і військовому відношенні аж до початку Другої світової війни — тут знаходилися значні частини нідерландської армії. Але це мало допомогло Дордрехту, коли в травні 1940 року тут висадився німецький десант. Місто було швидко захоплене, і досить сильно зруйноване.
Зараз Дордрехт є четвертим за величиною містом провінції Південна Голландія, населення міста становить — 119,6 тис. мешканців (2006).

## Населення
Станом на 31 січня 2022 року населення муніципалітету становило 119576 осіб. Виходячи з площі муніципалітету 78,54 кв. км., станом на 31 січня 2022 року густота населення становила 1.522  осіб/кв. км.
За даними на 1 січня 2020 року 30,7%  мешканців муніципалітету мають емігрантське походження, у тому числі 11,6%  походили із західних країн, та 19,1%  — інших країн.

## Економіка
Станом на 2018 рік середній дохід домогосподарства становить 27,9 тис. євро.

## Пам'ятки

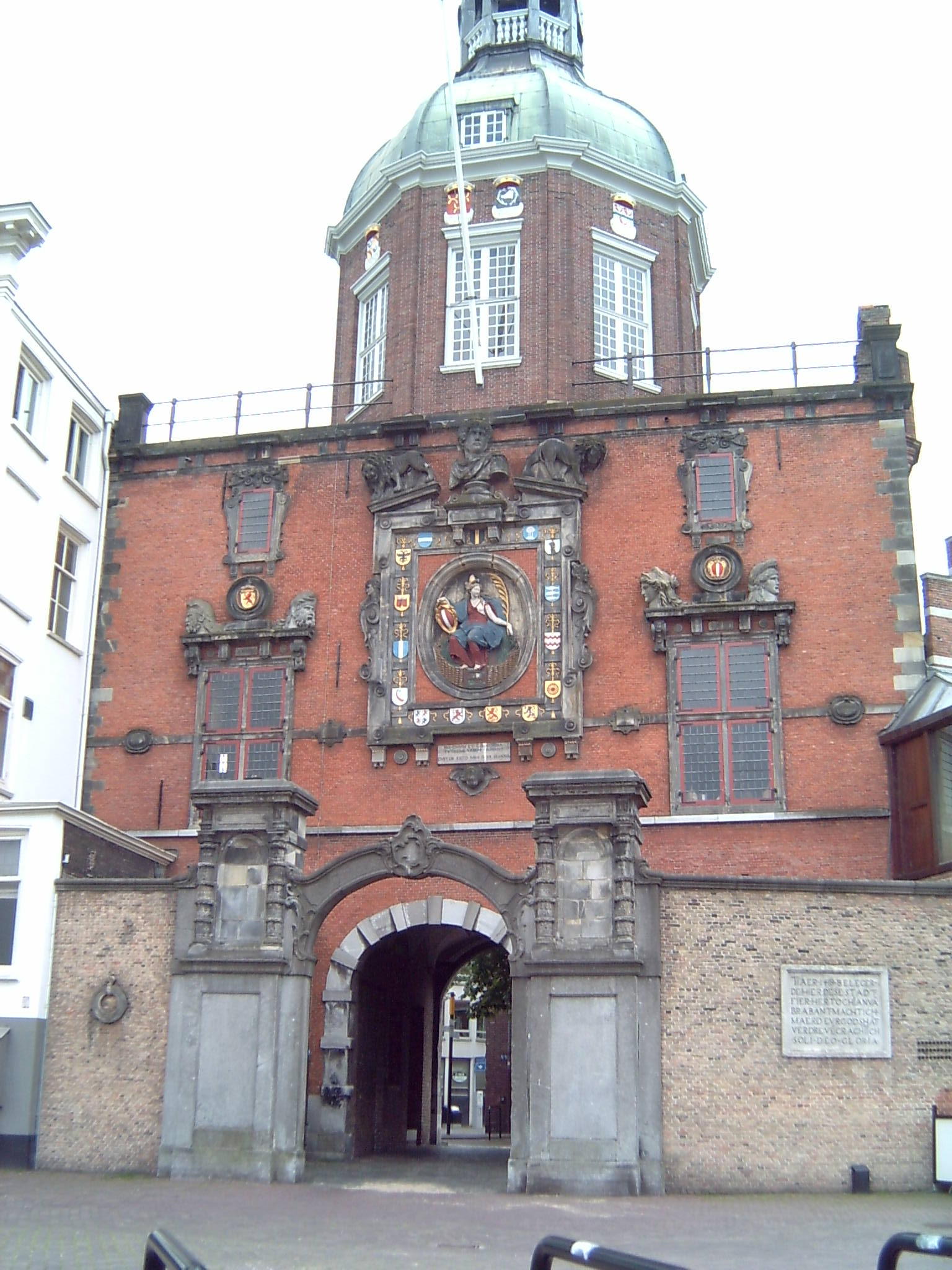
Великі ворота (Groothoofdspoort)

Всього у Дордрехті налічується близько 900 державних пам'ятників, більшість яких зосереджена в компактному історичному центрі міста.
Основні пам'ятки:
- Велика церква Богоматері (Grote of Onze-Lieve-Vrouwe-Kerk)
- Августинська церква (Augustijnenkerk)
- Нова церква (Nieuwkerk)
- Голландський монетний двір (Munt van Holland)
- Млин Kyck over den Dyck
- Великі ворота (Groothoofdspoort)
- Дворик Оренда Мартенсзона (Arend Maartenshof)
- Ратуша (Stadhuis van Dordrecht)

У місті Йоган Губертс відтворив Ноїв ковчег. Він побудував ковчег, як в Біблії у Ноя. Величезний плавучий комплекс розміром з 5-поверховий будинок.

## Галерея

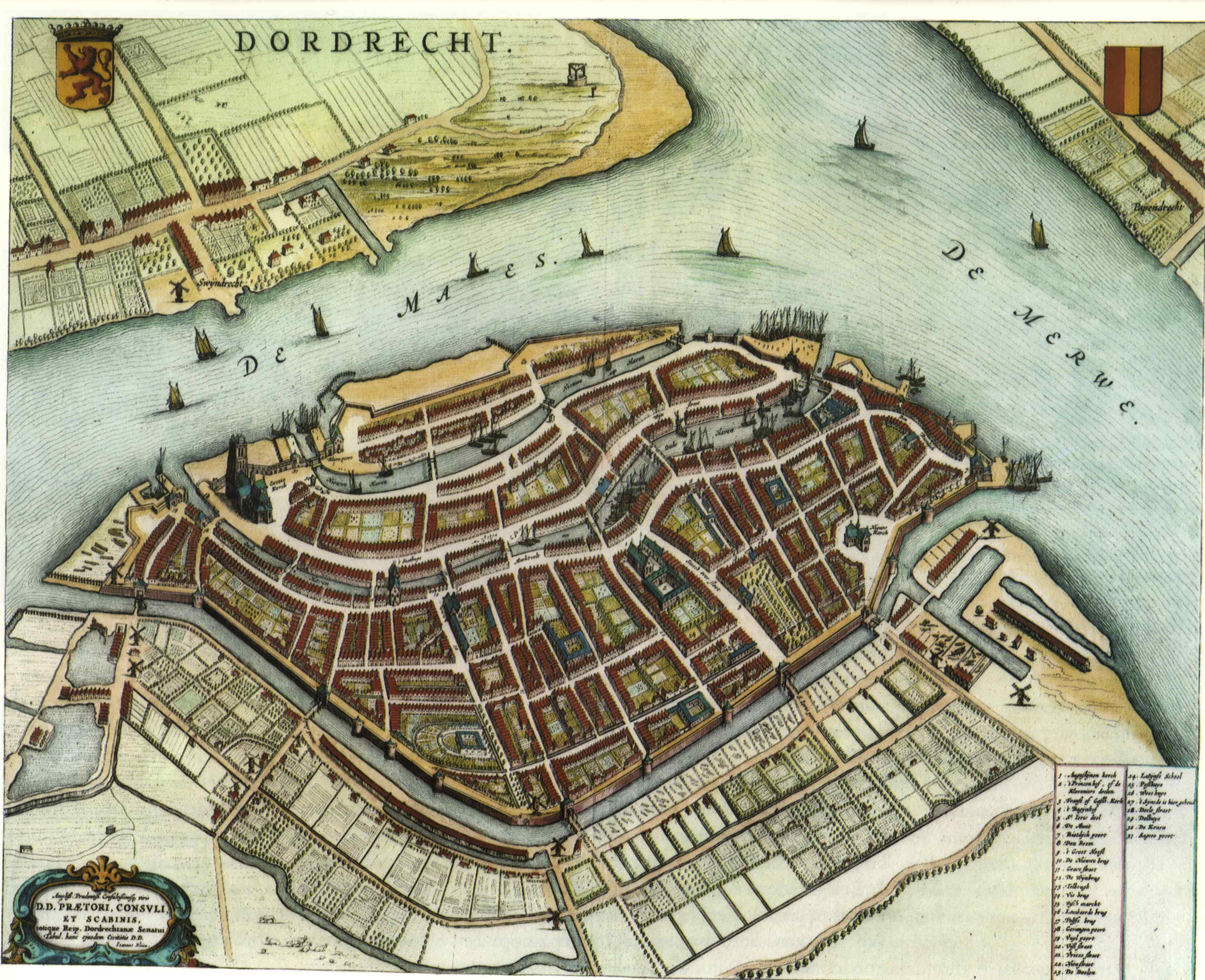
Віллем та Ян Блау. План Дордрехта, 1652 рік
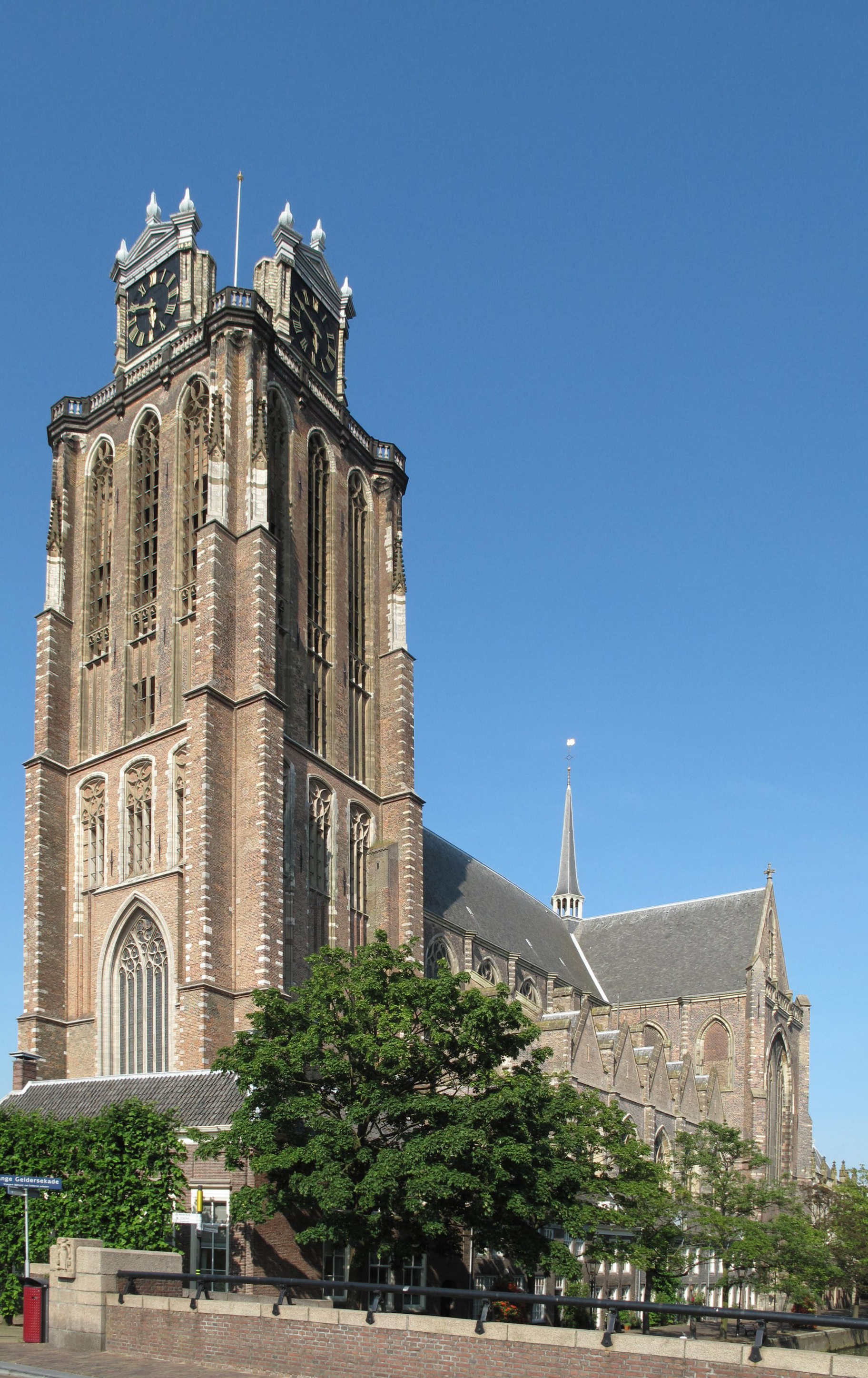
Катедральний собор
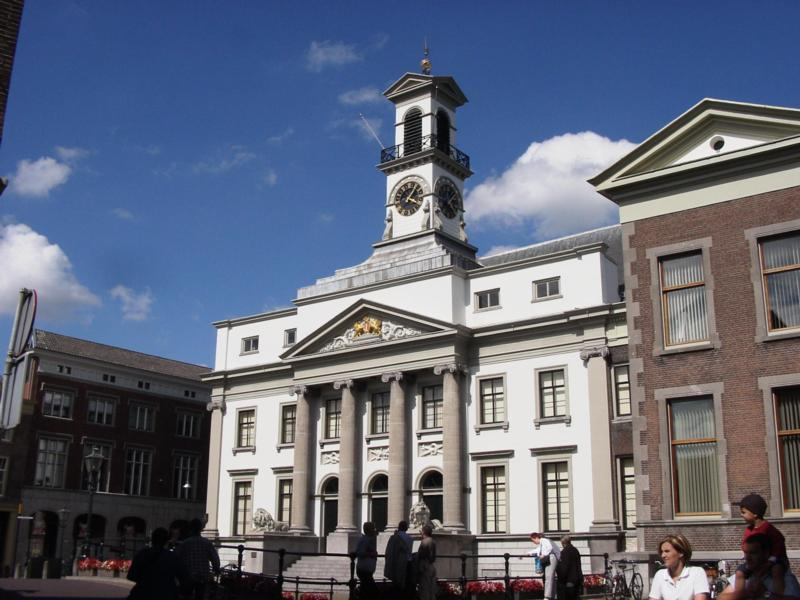
Ратуша Дордрехта
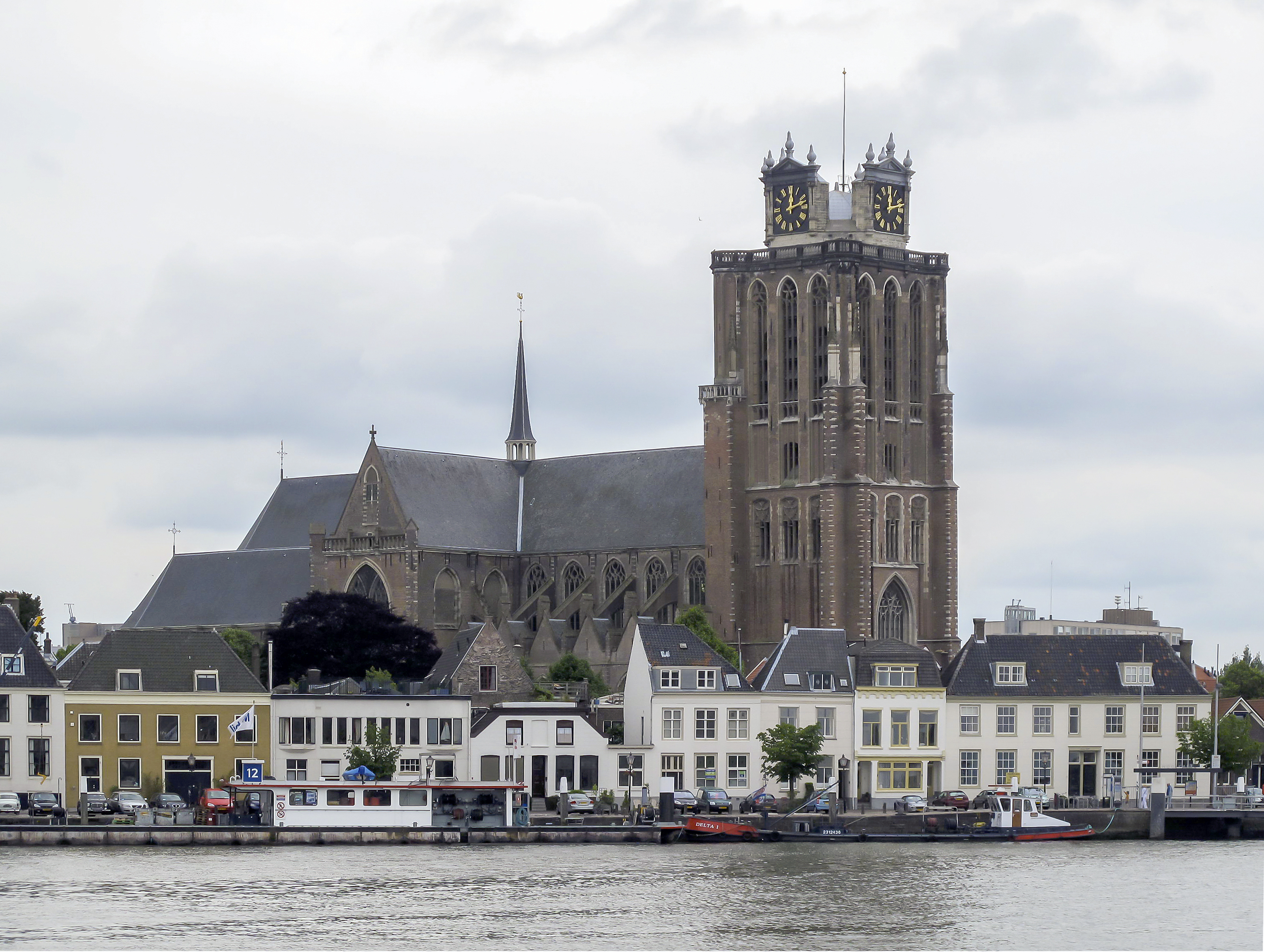
Катедральний собор, вид від річки
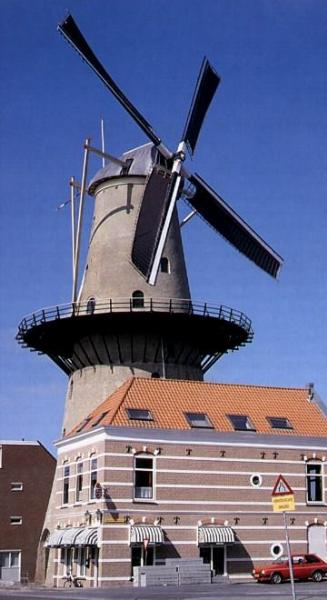
Вітряк
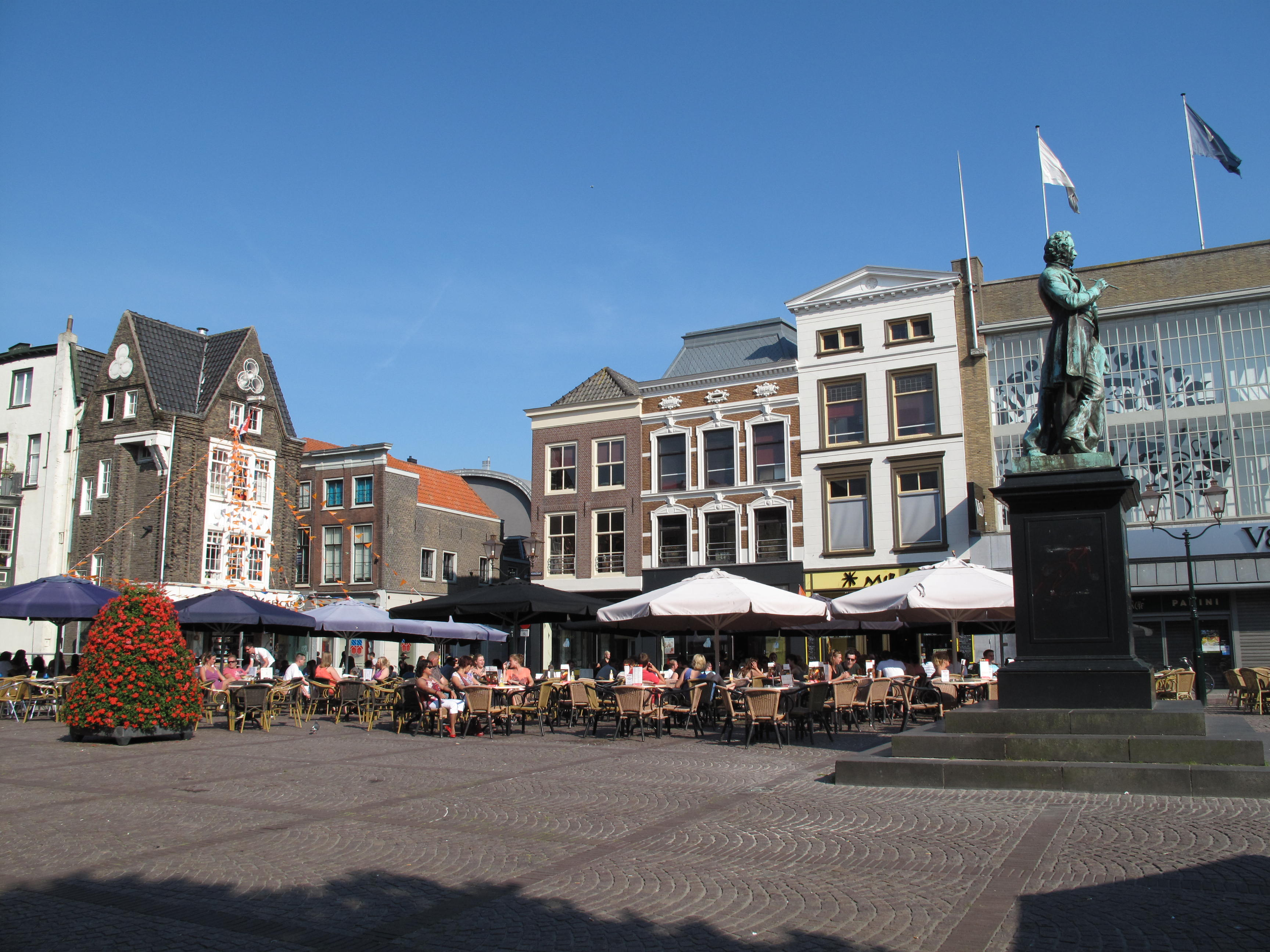
Майдан
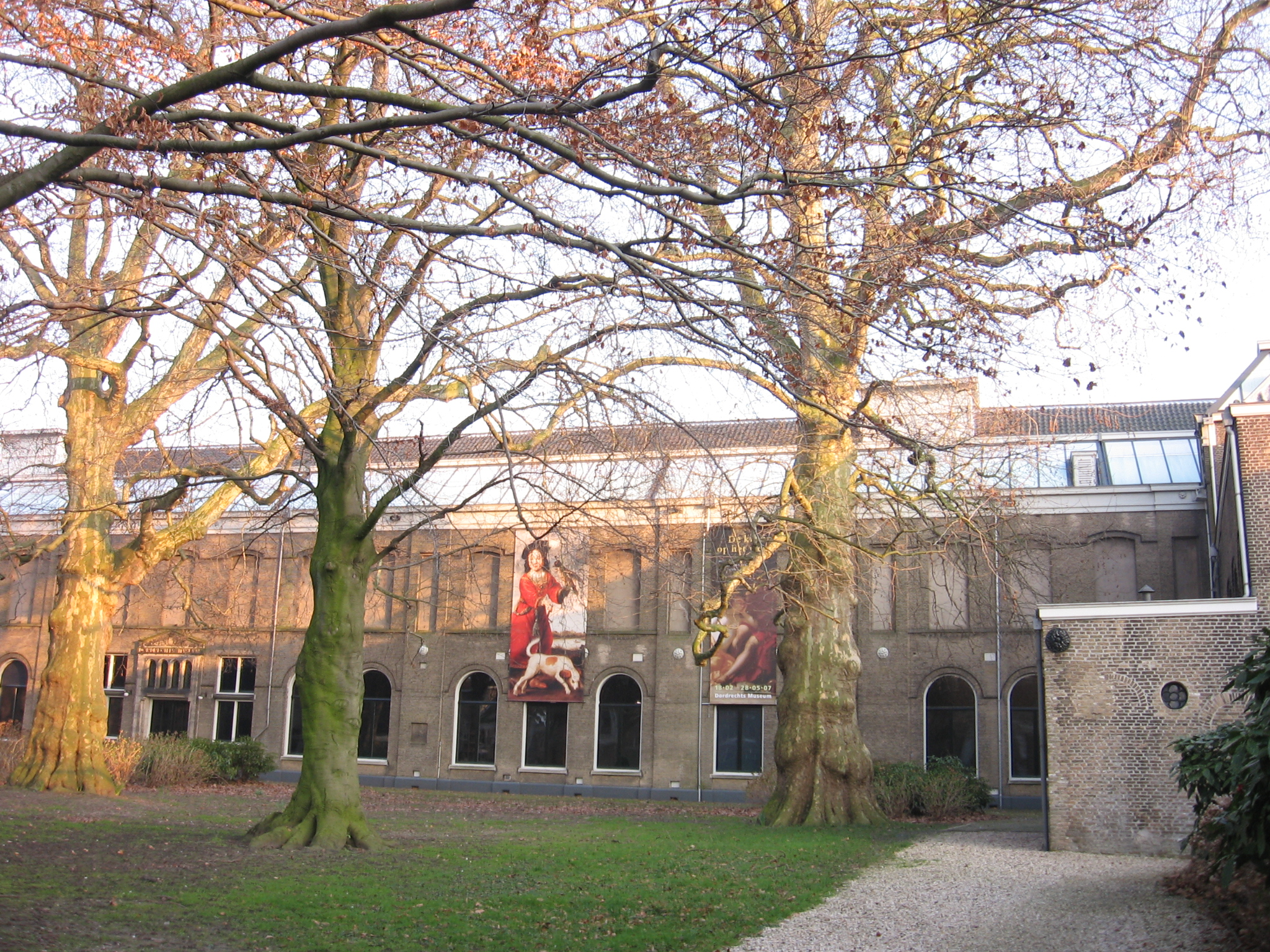
Музей міста
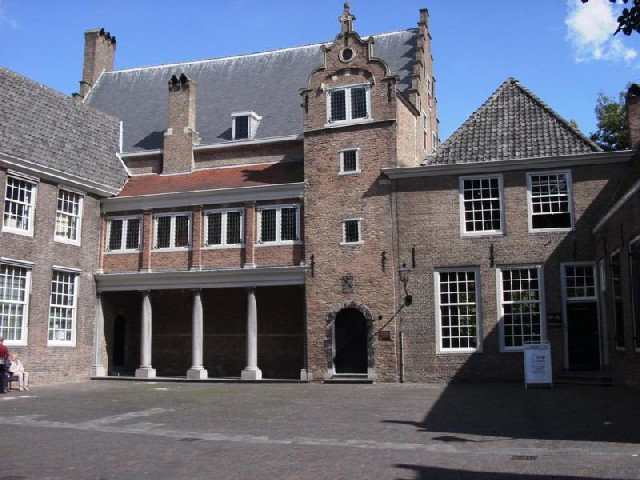
Дворик в історичному кварталі

## Особи, пов'язані з містом

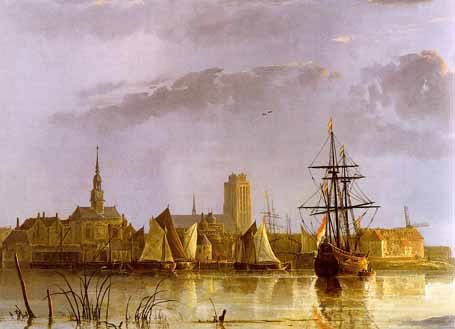
Худ. Альберт Кейп. «Краєвид Дордрехта»

- Фердинанд Боль — нідерландський художник XVII століття, учень Рембрандта. Робив портрети, натюрморти, біблійні картини.
- Арт де Гелдер — нідерландський художник XVII століття, учень Рембрандта. Робив портрети, пейзажі, картини біблійної та жанрової тематики.
- Альберт Кейп — нідерландський художник, займався також офортом.
- Ніколас Мас — нідерландський художник XVII століття, робив портрети, жанрові і біблійні картини.
- Самюел ван Гогстратен (нід. Samuel van Hoogstraten) (1627–1678)- нідерландський художник, графік, письменник, теоретик мистецтва.
- Арнольд Гаубракен — нідерландський художник і історіограф, що створив біографії багатьох нідерландських художників XVII століття. Батько Якоба Гаубракена, місцевого гравера.
- Якоб Гаубракен — нідерландський гравер.
- Годфрід Схалкен (нід. Godfried Schalcken) — нідерландський художник XVII століття, робив портрети, жанрові, алегоричні і біблійні картини.
- Арт Схауман — нідерландський художник і гравер XVIII століття,, майстер живолпису по склу.
- Арі Шеффер — французький історичний та жанровий художник.
- Корнелія ван Зантен — нідерландська оперна співачка та вокальний педагог.
- Йоганн Рутгерс — нідерландський поет и філолог, шведський дипломат у Нідерландах.
- Евандер Сно — нідерландський футболіст, півзахисник амстердамського «Аякса».

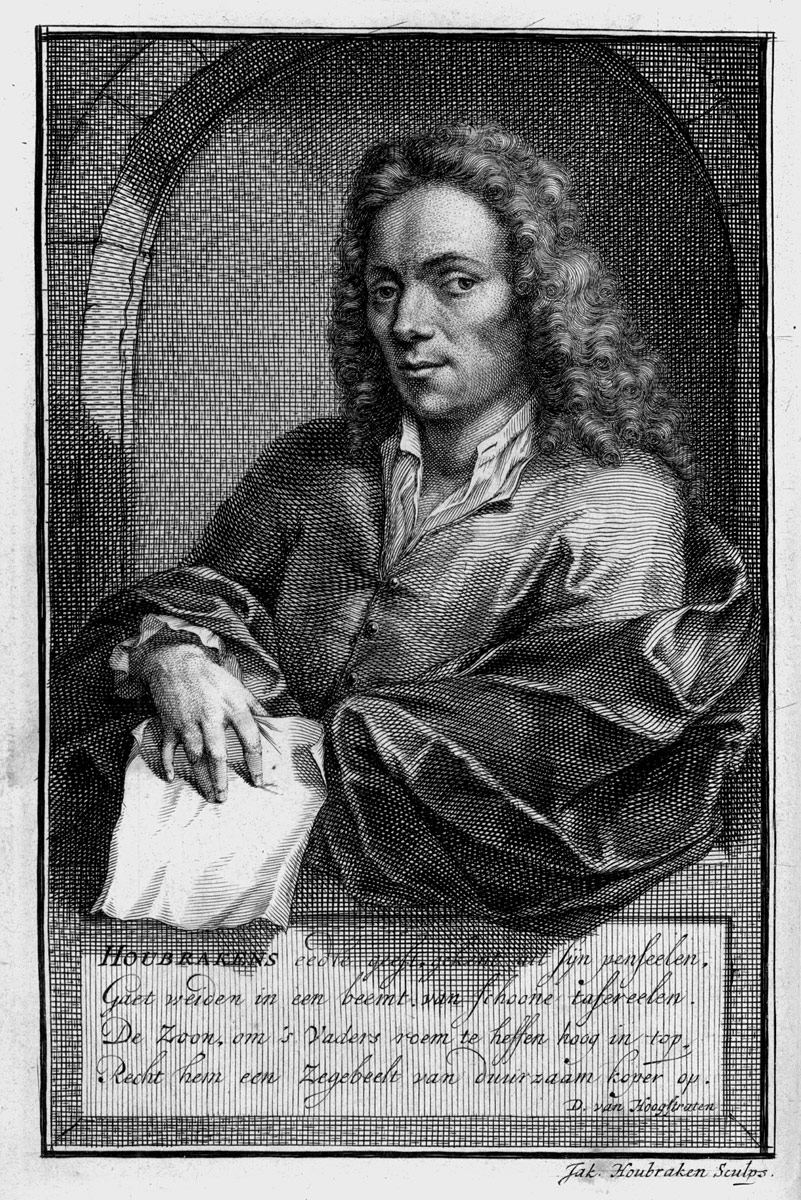
Арнольд Гаубракен
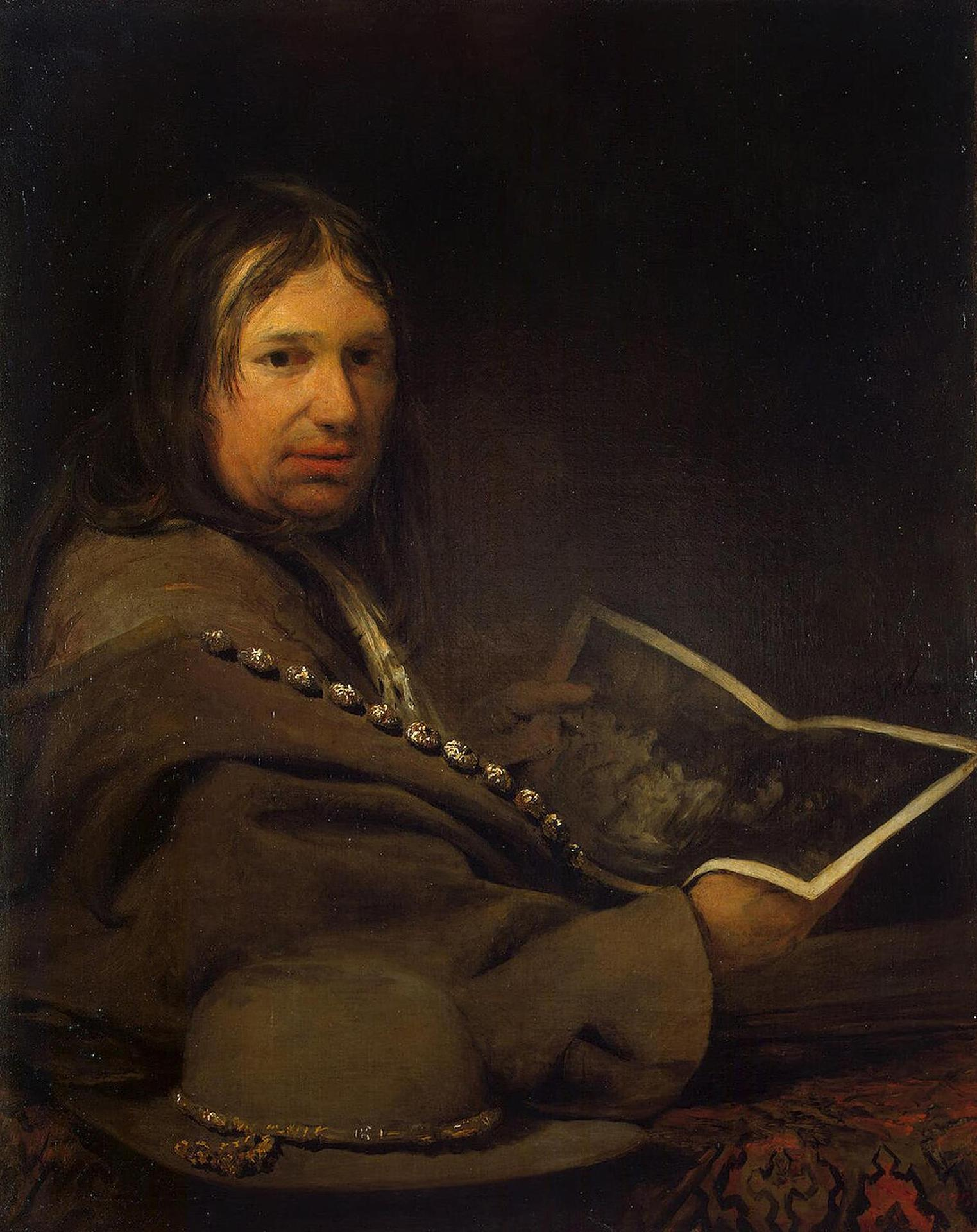
Арт де Гелдер, автопортрет з офортом Рембрандта
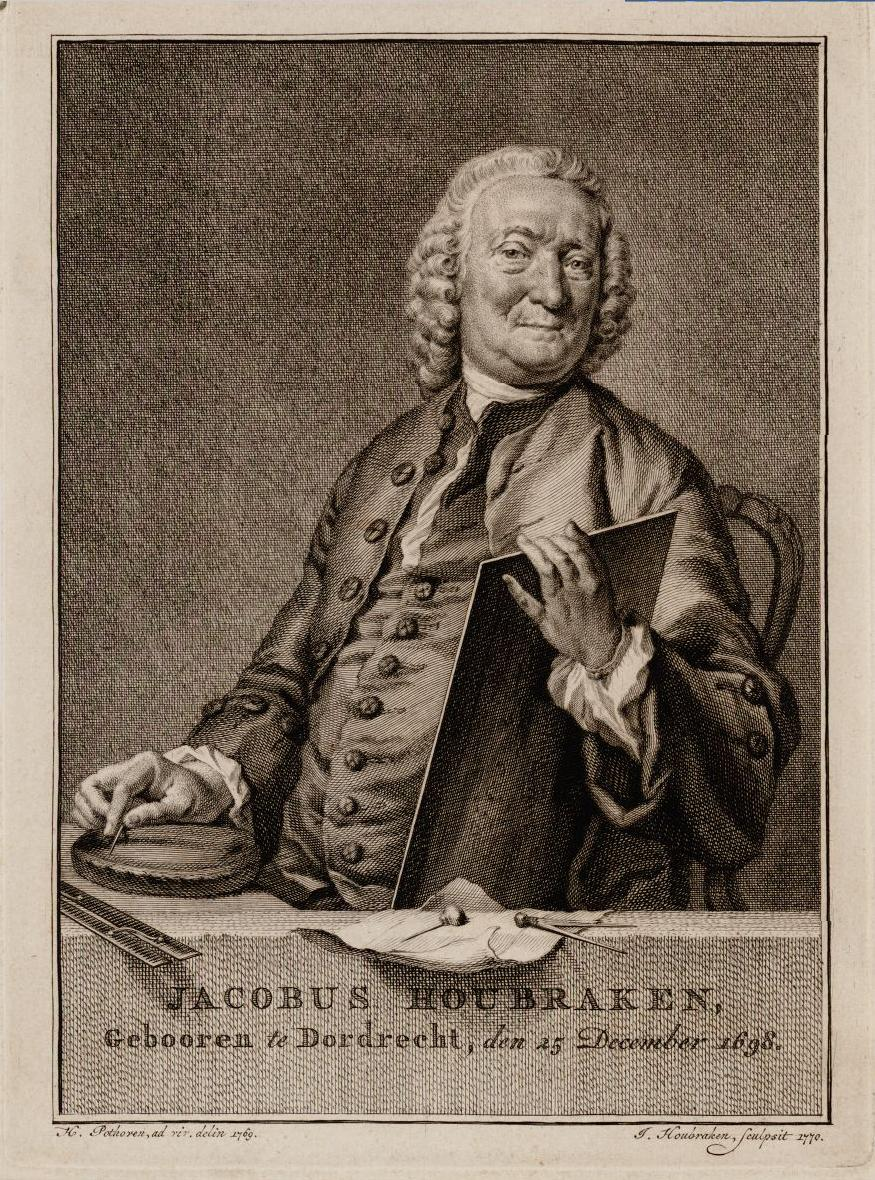
Гравер Якоб Гаубракен в останні роки життя
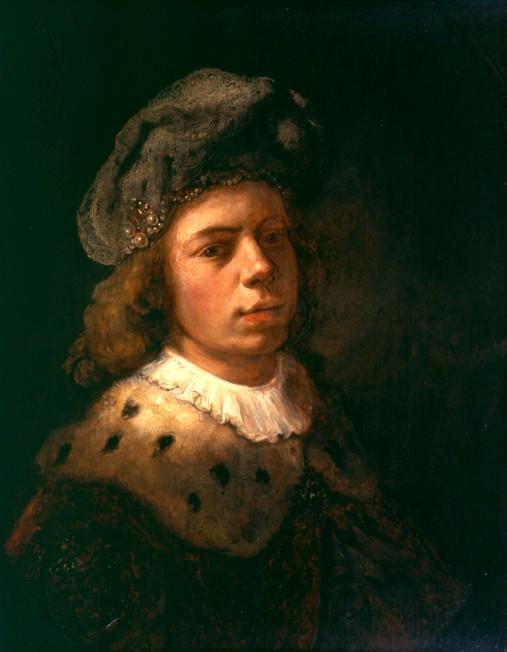
Самюел ван Гогстратен (автопортрет)
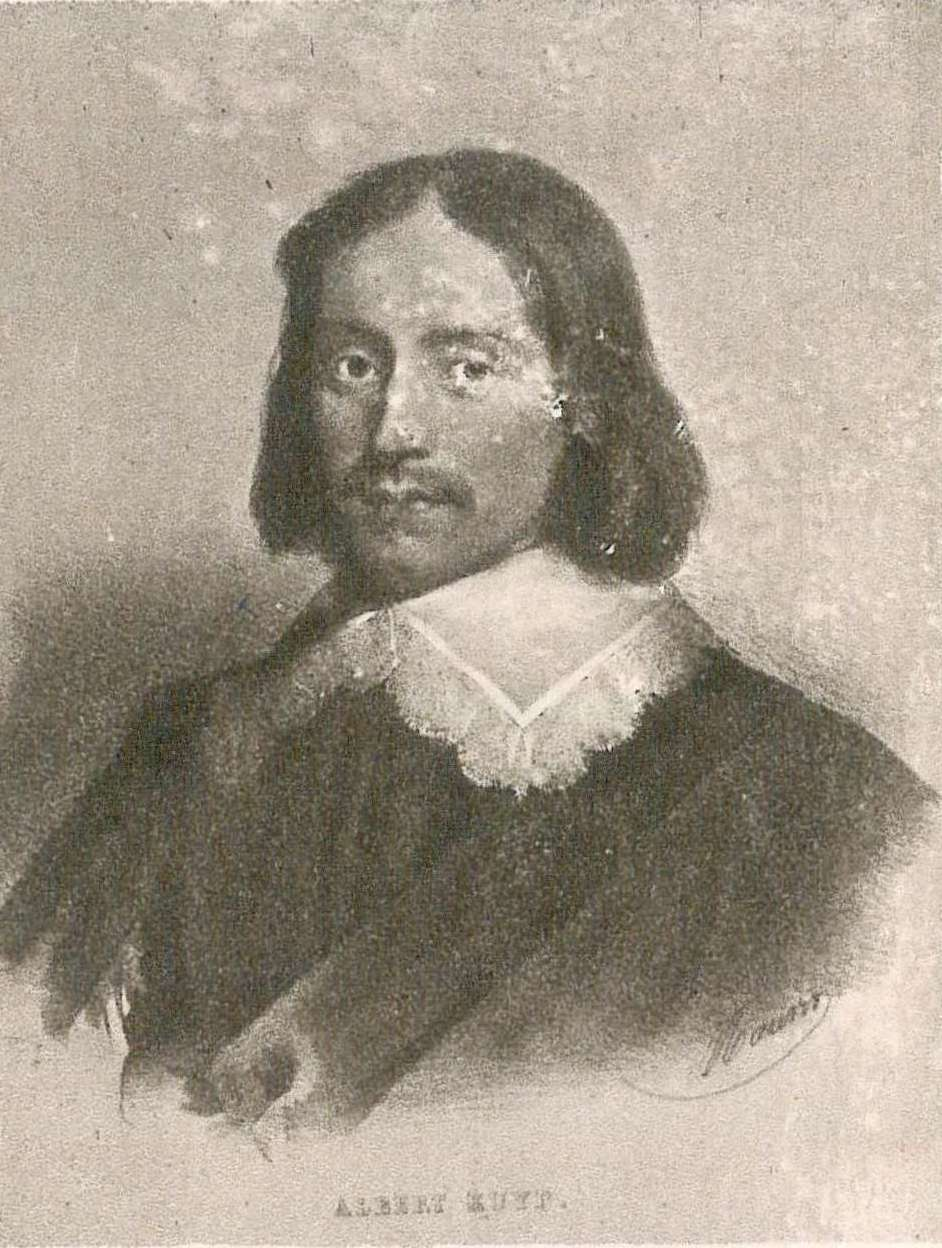
Альберт Кейп
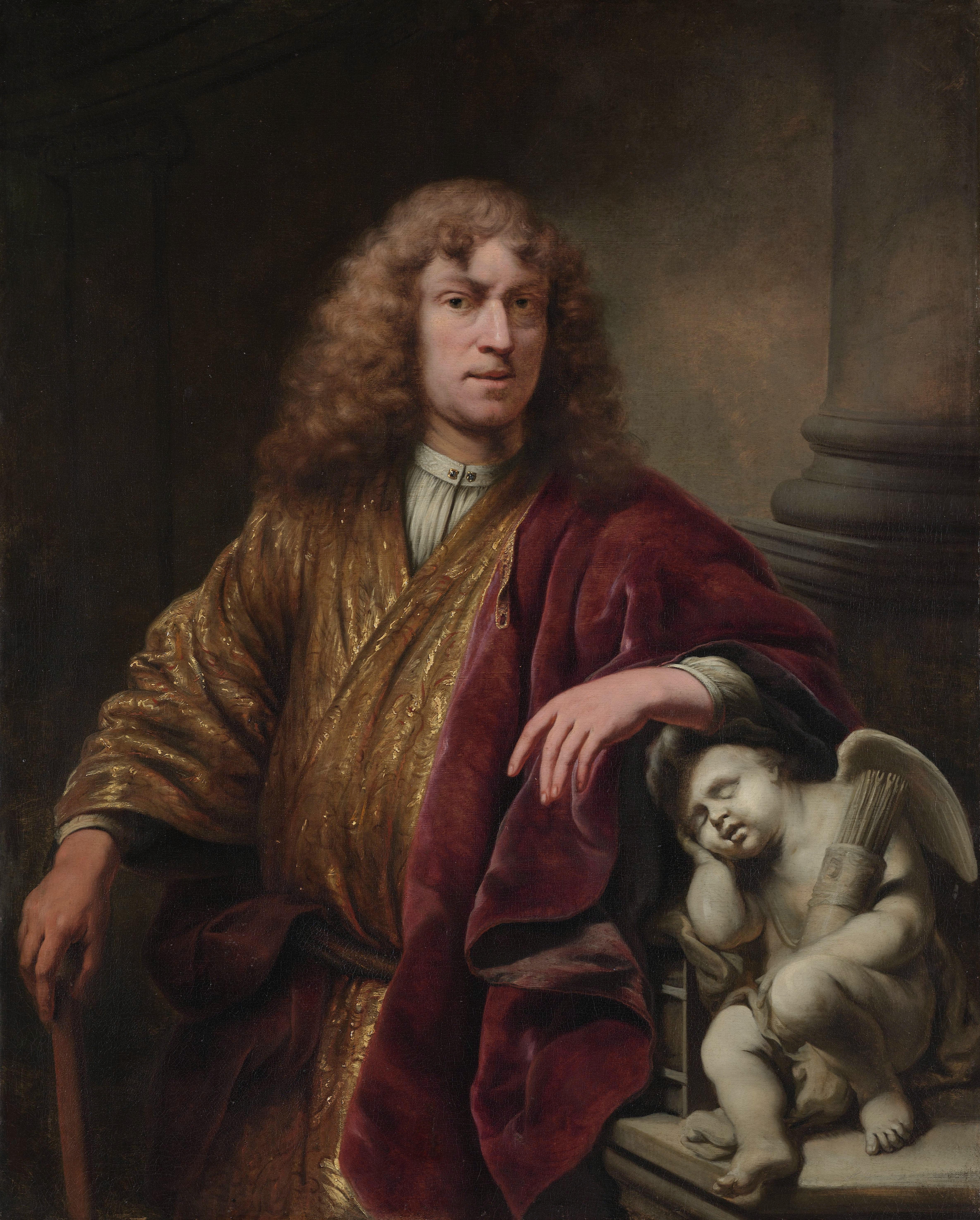
Фердинанд Боль